# Eugnesia parallelaria
Eugnesia parallelaria är en fjärilsart som beskrevs av W. Warren 1902. Eugnesia parallelaria ingår i släktet Eugnesia och familjen mätare. Inga underarter finns listade i Catalogue of Life.